# Onthophagus dhanjuricus
Onthophagus dhanjuricus là một loài bọ cánh cứng trong họ Bọ hung (Scarabaeidae).